# Lev Lagorio
Pour les articles homonymes, voir Lagorio.
 (août 2024).
Si vous disposez d'ouvrages ou d'articles de référence ou si vous connaissez des sites web de qualité traitant du thème abordé ici, merci de compléter l'article en donnant les références utiles à sa vérifiabilité et en les liant à la section « Notes et références ».

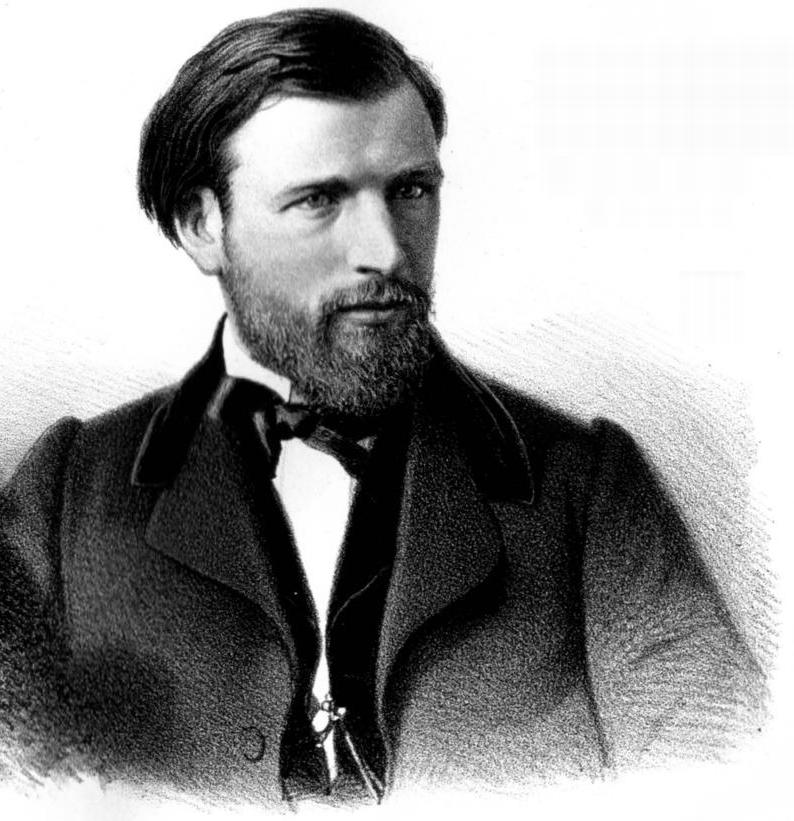
LF Lagorio

Lev Lagorio (en russe : Лев Феликсович Лагорио) né à Théodosie le 16 juin ou le 17 novembre 1827 (29 novembre dans le calendrier grégorien) et mort à Saint-Pétersbourg, le 9 décembre 1905 (22 décembre dans le calendrier grégorien), est un des peintres russes de marines des plus réputés. Il étudie la peinture à l'Académie russe des beaux-arts à Saint-Pétersbourg. Il est l'élève d'Ivan Aïvazovski. Il peut être classé parmi les peintres de l'école de peinture de Cimmérie.

## Biographie

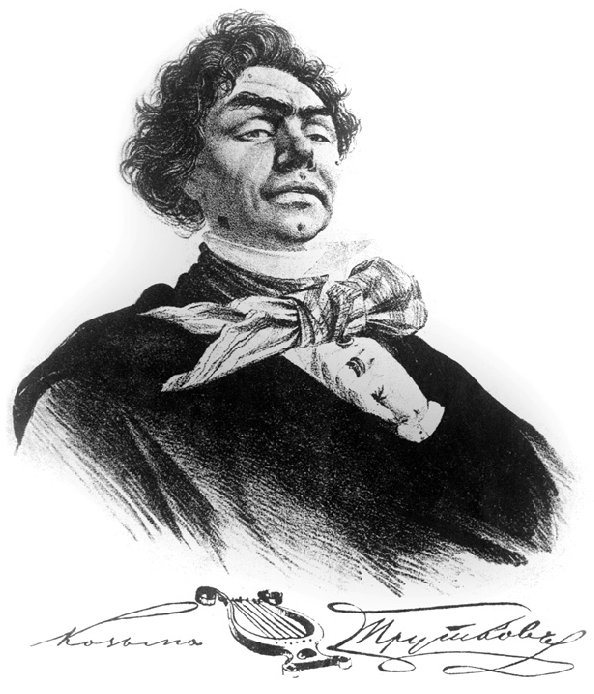
Portrait imaginaire de Kozma Proutkov, créé par Lev Lagorio

Lev Lagorio est né à Théodosie dans une famille de marchands francs-maçons. Son père, Félix Lagorio (1781-1857), est vice-consul du royaume des Deux-Siciles, et provient d'une famille génoise aristocratique.
Lev Lagorio termine les années de gymnasium à Théodosie.
En 1839—1840, il suit les cours d'Ivan Aïvazovski à Théodosie.
En 1842, avec le soutien du gouverneur de Tauride Alexandre Kaznatcheïev, il entre à l'Académie russe des beaux-arts, où il étudie grâce au soutien matériel du duc Maximilien de Leuchtenberg. Il a comme professeur Alexandre Sauerveid et Maxime Vorobiov, puis Bogdan Willewalde.
Durant l'été 1845, il navigue sur la frégate Groziachi et, en 1846, sur son propre bateau dans le golfe de Finlande. En 1847, il reçoit la petite médaille d'argent pour sa toile Vue finlandaise, et, en 1848, la grande médaille d'or pour ses croquis sur la nature. Trois ans plus tard, il reçoit la médaille d'or de 2e classe pour son tableau Vue dans les environs de Vyborg. En 1850, il reçoit le titre d'artiste de XIV classe et la médaille d'or de 1ère classe pour sa toile Vue de Lakhta, près de Saint-Pétersbourg. Pendant ses années d'étude, il participe à la création du portrait imaginaire de Kozma Proutkov, un pseudonyme de journaliste.
En 1851, il est envoyé par le gouvernement dans le Caucase.
En 1852, après avoir terminé l'académie, il obtient la nationalité russe, puis entreprend un voyage d'étude en Europe pendant huit ans. En 1853, il vit à Paris, où il étudie la peinture des grands maîtres français au Palais du Louvre et au Palais du Luxembourg. En 1854, il s'installe à Rome. En 1857, il est autorisé a prolonger son séjour à l'étranger pour une période de deux ans, mais à fonds propres.
À son retour en Russie en 1860, il reçoit le titre de professeur pour ses tableaux Fontaine d'Annibal à Rocca di Papa, Capodimonte à Sorrente et Marais pontins. En 1861, il fait à nouveau un voyage dans le Caucase, puis présente à l'empereur Alexandre II trois tableaux : Le Défilé de Darialski, Elbrouz et Gout-Gora, pour lesquels il est nommé membre de l'Ordre de Sainte-Anne en 3e classe.
En 1863, il part de nouveau pour le Caucase dans la suite du prince Michel Nikolaïevitch de Russie, où il participe à la lutte contre les montagnards, participation pour laquelle il sera décoré.
En 1864, de retour du Caucase, il s'installe à Saint-Pétersbourg, mais passe les mois d'été à Soudak, où il dispose d'un atelier, fait des voyages annuels à l'étranger et visite la Russie.
En 1885, il reçoit une commande pour une série de tableaux sur la Guerre russo-turque, dont il a visité le théâtre des opérations en Europe et en Asie.
En 1900, Lev Lagorio est nommé membre de l'académie des beaux-arts.
Il meurt en décembre 1905 et est enterré à Saint-Pétersbourg au Cimetière de Novodievitchi.

## Galerie

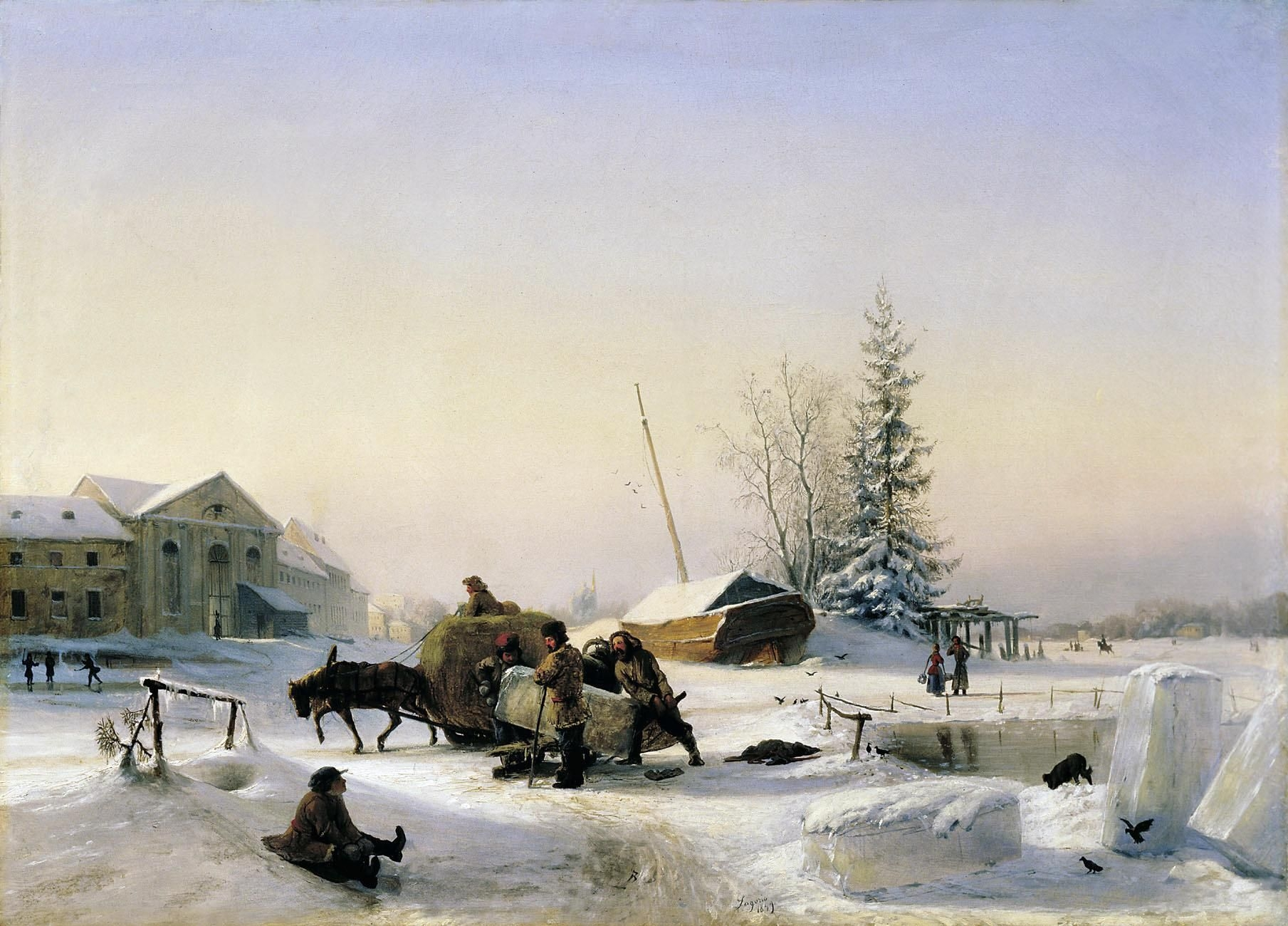
Le Transport de glace (Vue l'hiver de l'ancienne ville vinicole de l'île Vassilevski à Saint-Pétersbourg sur la rivière noire), 1849. Musée régional d'art d'Irkoutsk, Russie
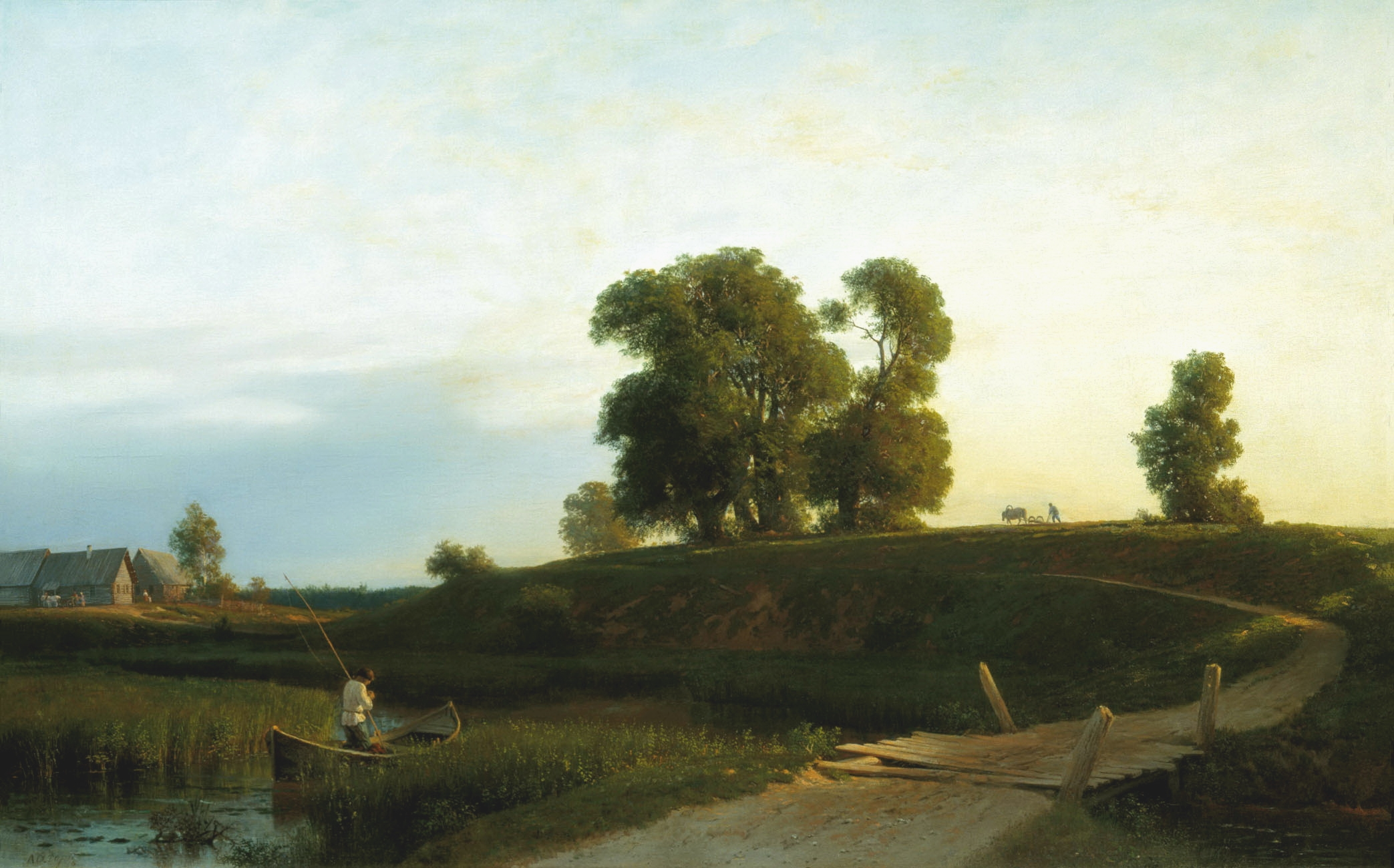
Vue de Lakhta dans les environs de Saint-Pétersbourg, 1850. Musée de l'oblast de Donetsk
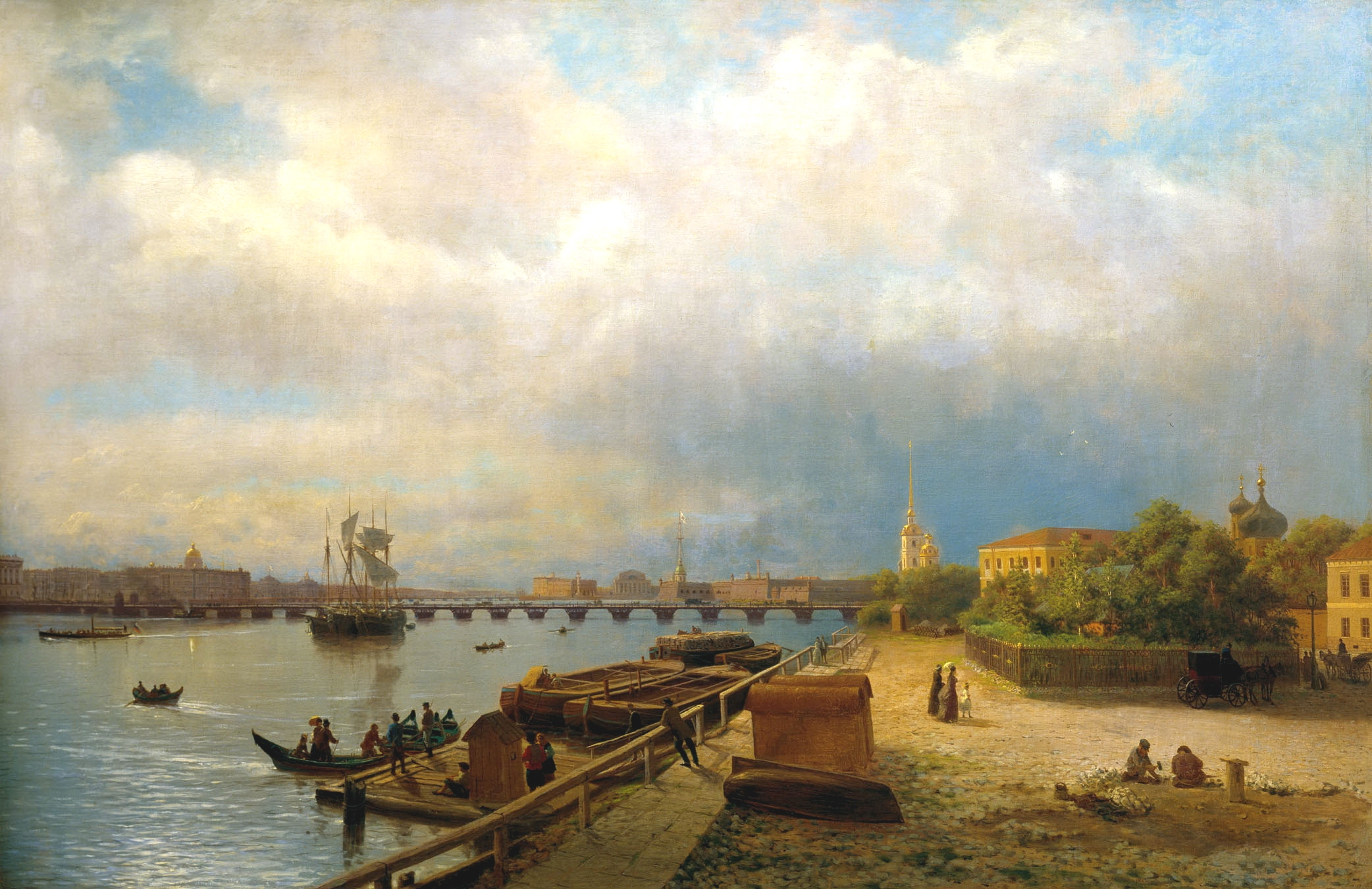
Vue sur la Neva et le quai Pierre-et-Paul avec la maison de Pierre Ier, 1859. Musée russe, Saint-Pétersbourg, Russie
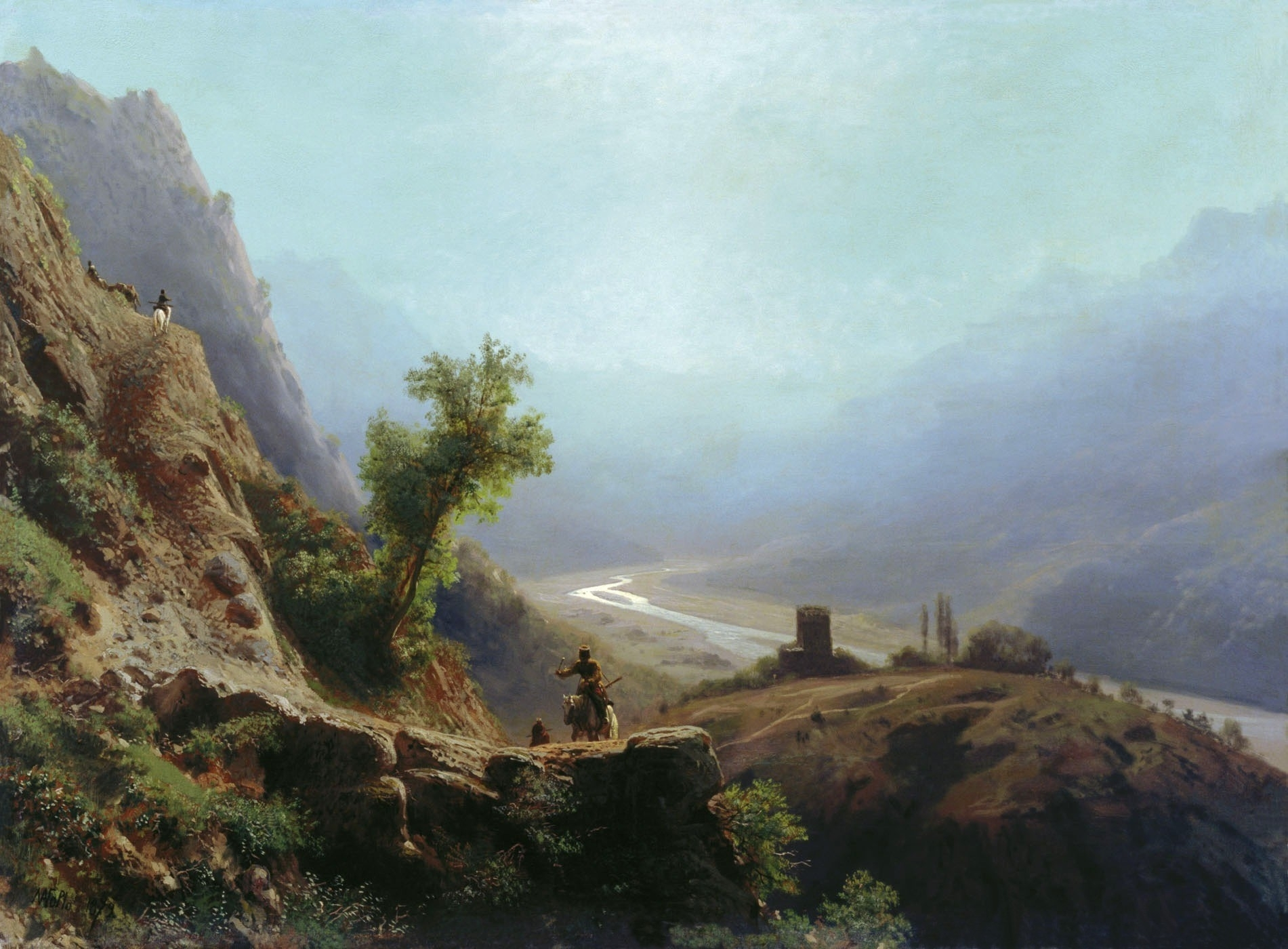
Dans les montagnes du Caucase, 1879. Musée d'art de Kharkov, Ukraine
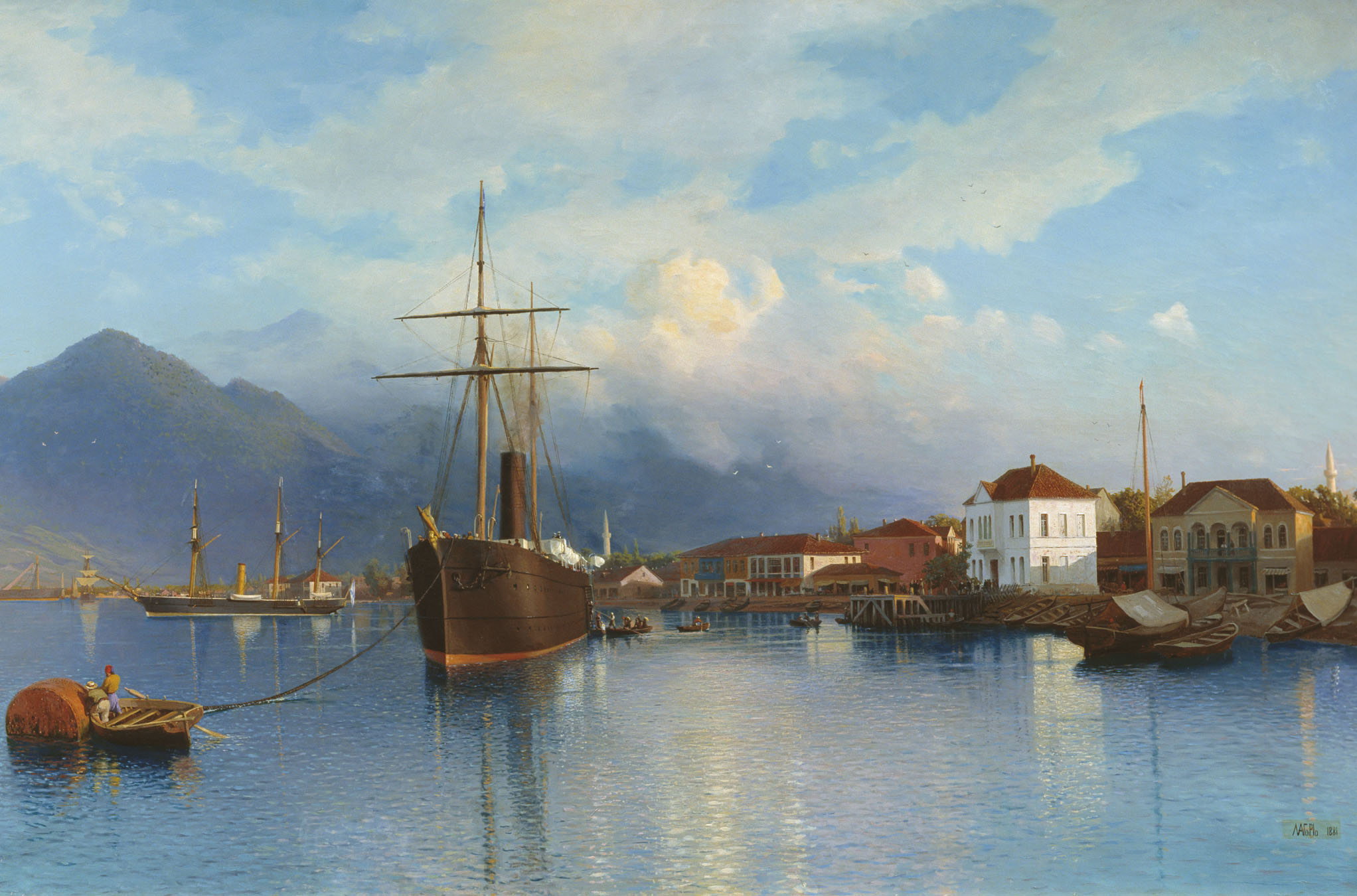
Batoum, 1881. Musée des arts figuratifs de l'oblast d'Orenbourg, Russie
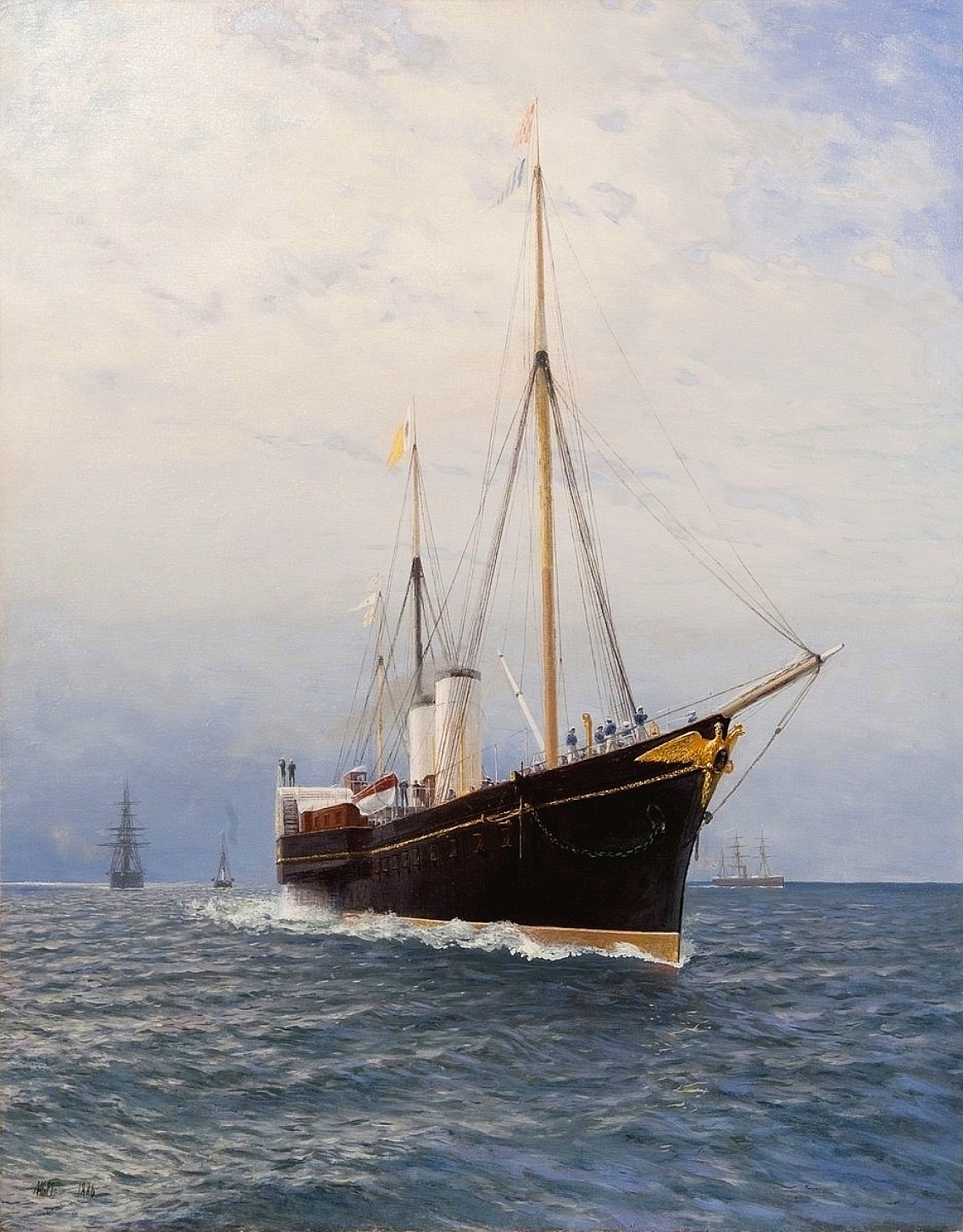
Le Yacht impérial "Derjava", 1886. Collection particulière.
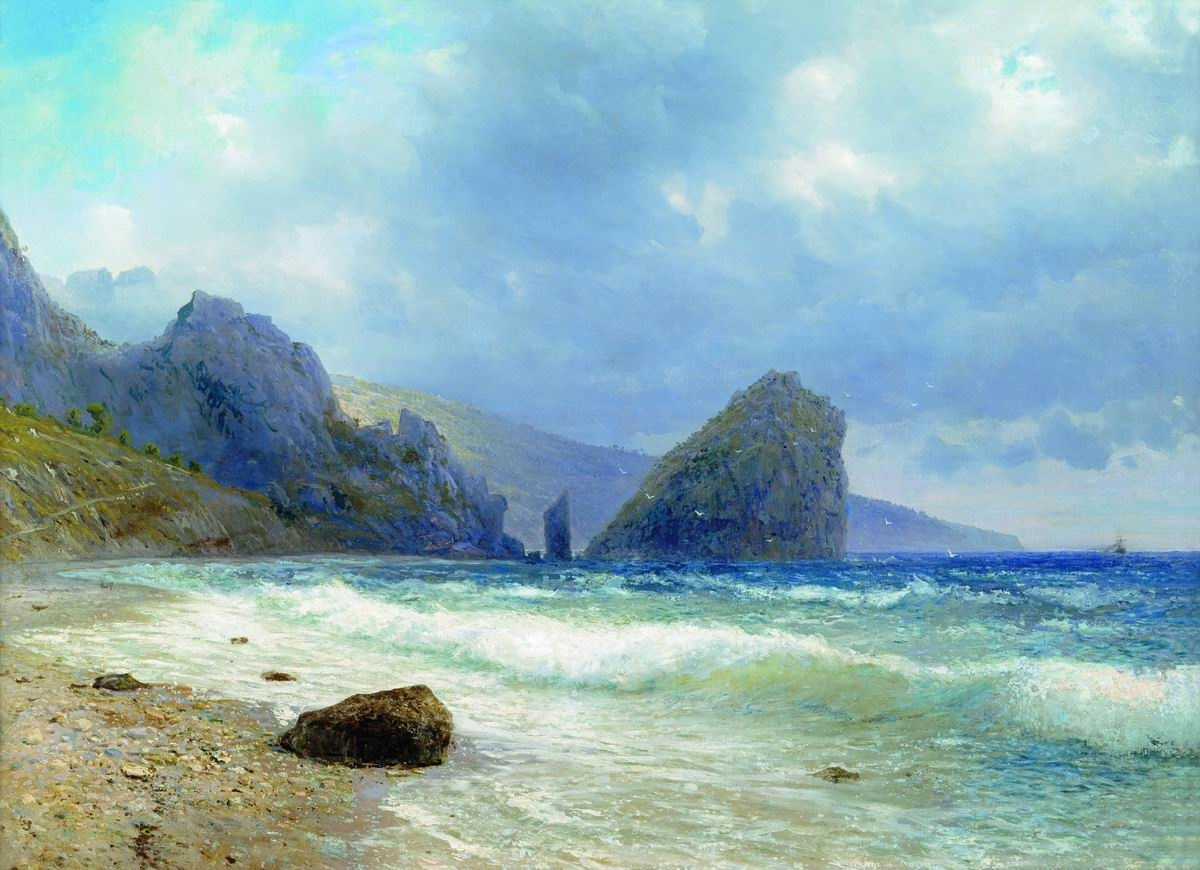
Le Rocher Diva, 1890. Musée-réserve d'histoire et d'architecture de Vladimir et Souzdal.
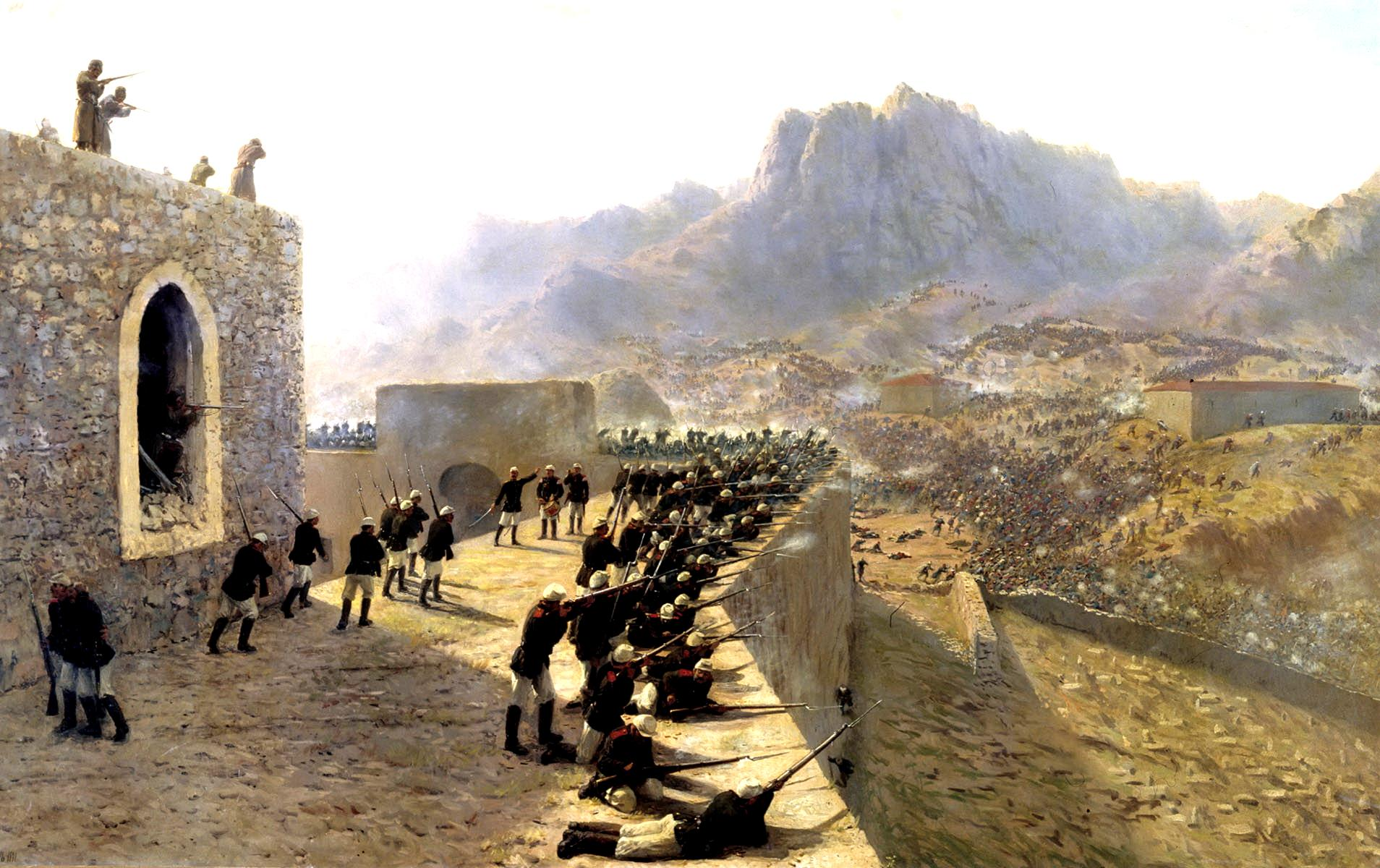
Prise d'assaut de la forteresse de Doğubayazıt le 8 juin 1877, 1891. Musée d'histoire militaire d'artillerie, de troupes d’ingénieurs et de communications, Saint-Pétersbourg, Russie
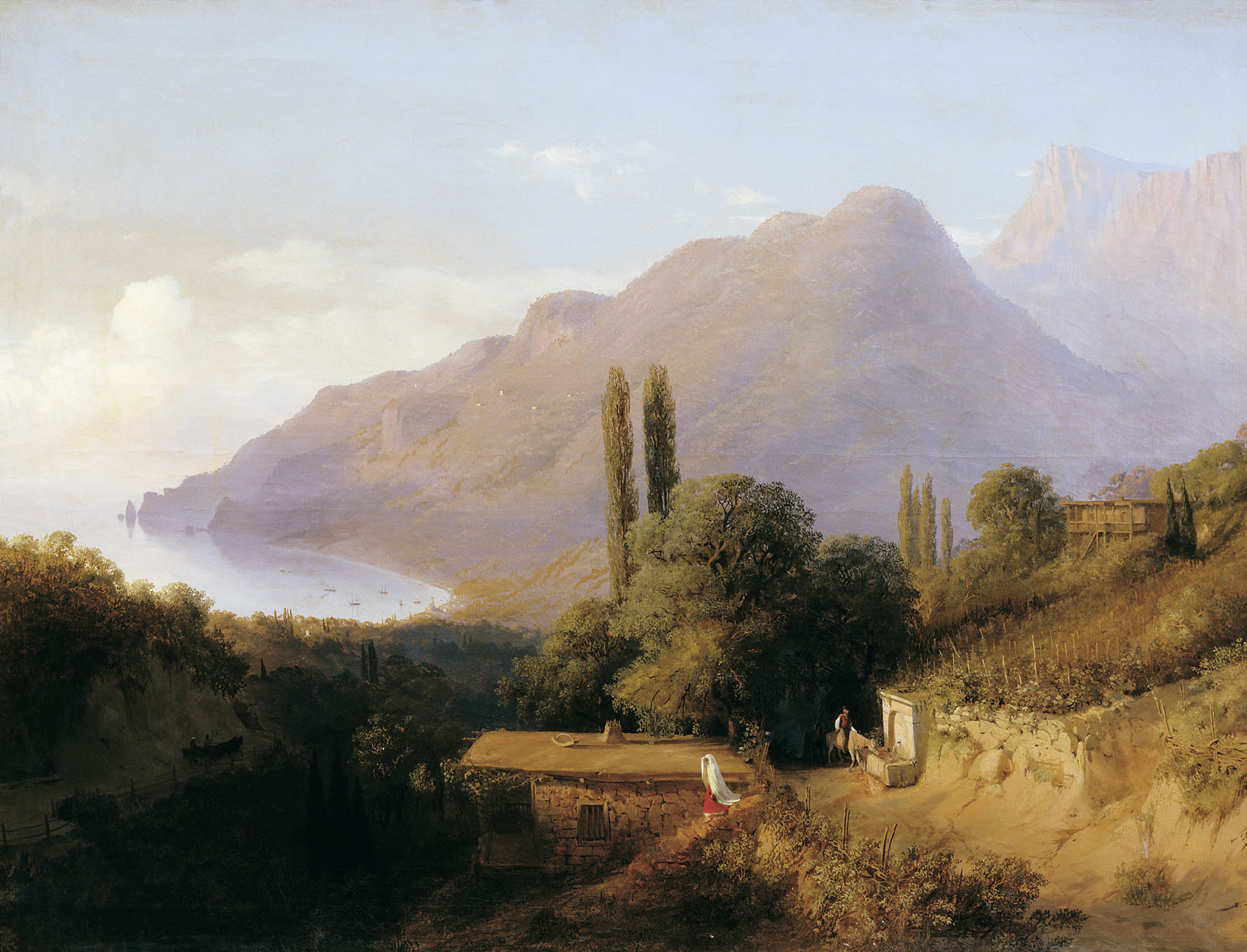
Paysage de Crimée, 1891. Galerie d'art d'Astrakhan P. M. Dogadina, Russie
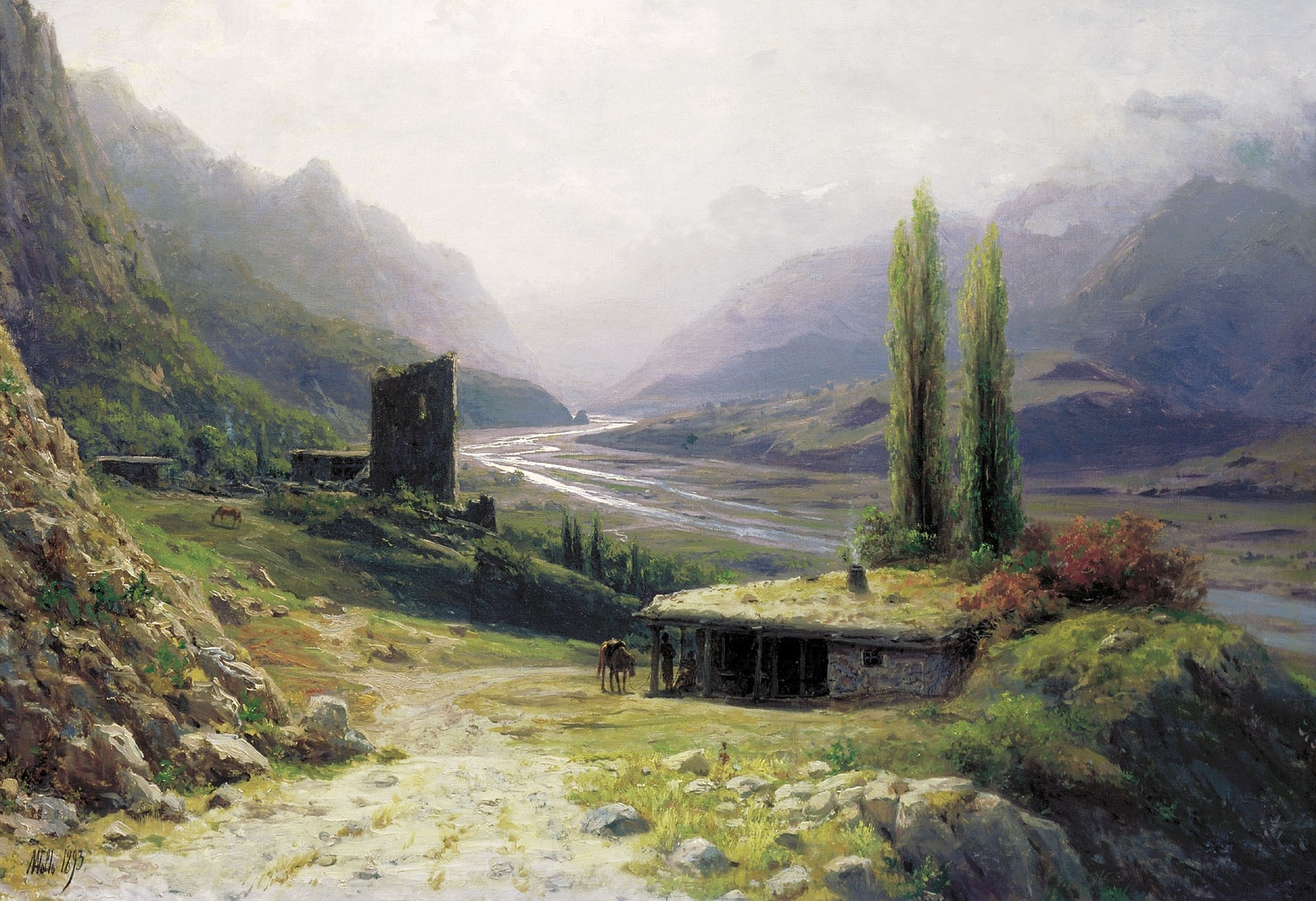
Défilé dans le Caucase'', 1893. Galerie Tretiakov, Moscou, Russie
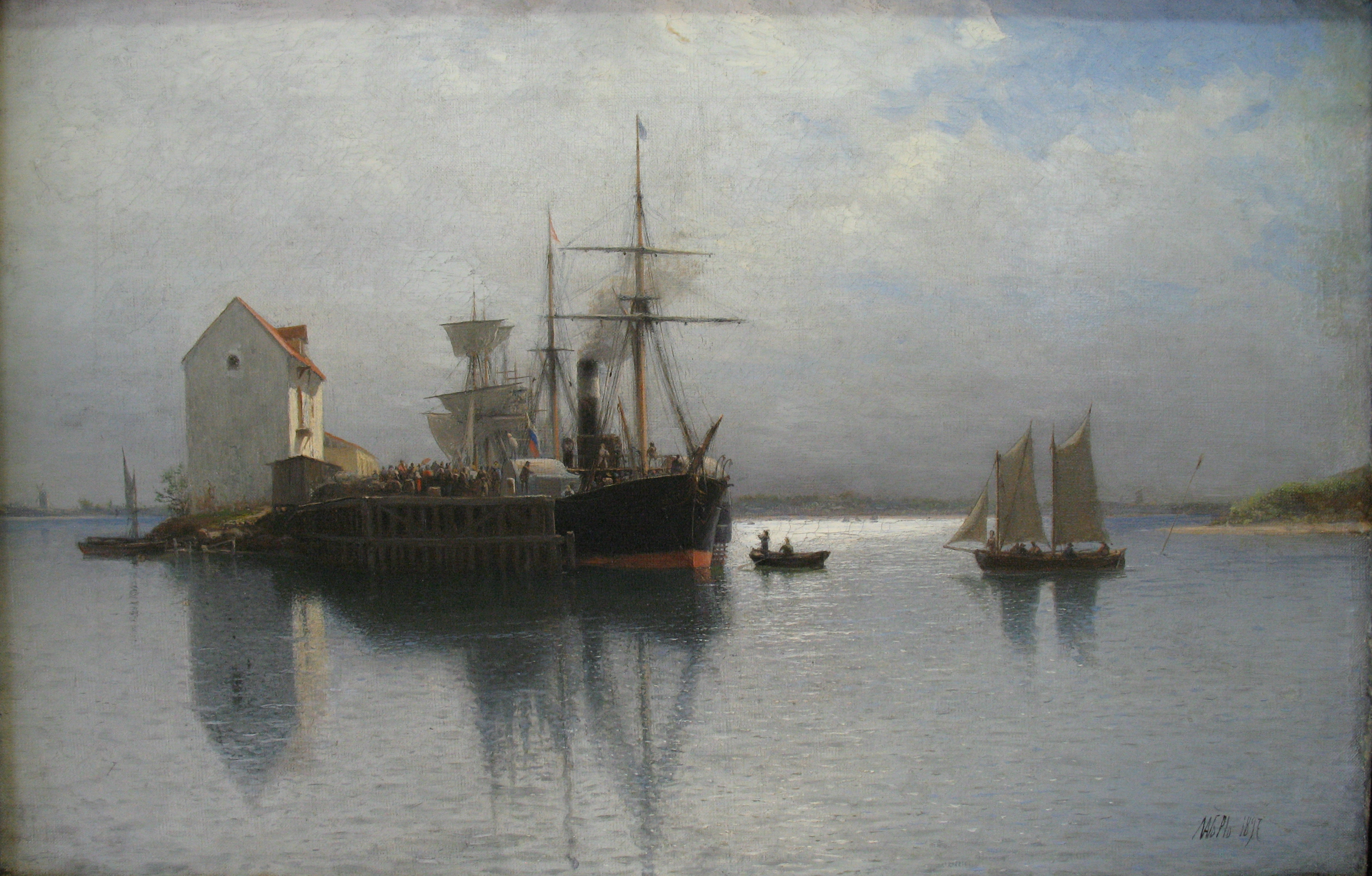
Paysage marin, 1897. Musée des arts figuratifs d'Iekaterinbourg, Russie
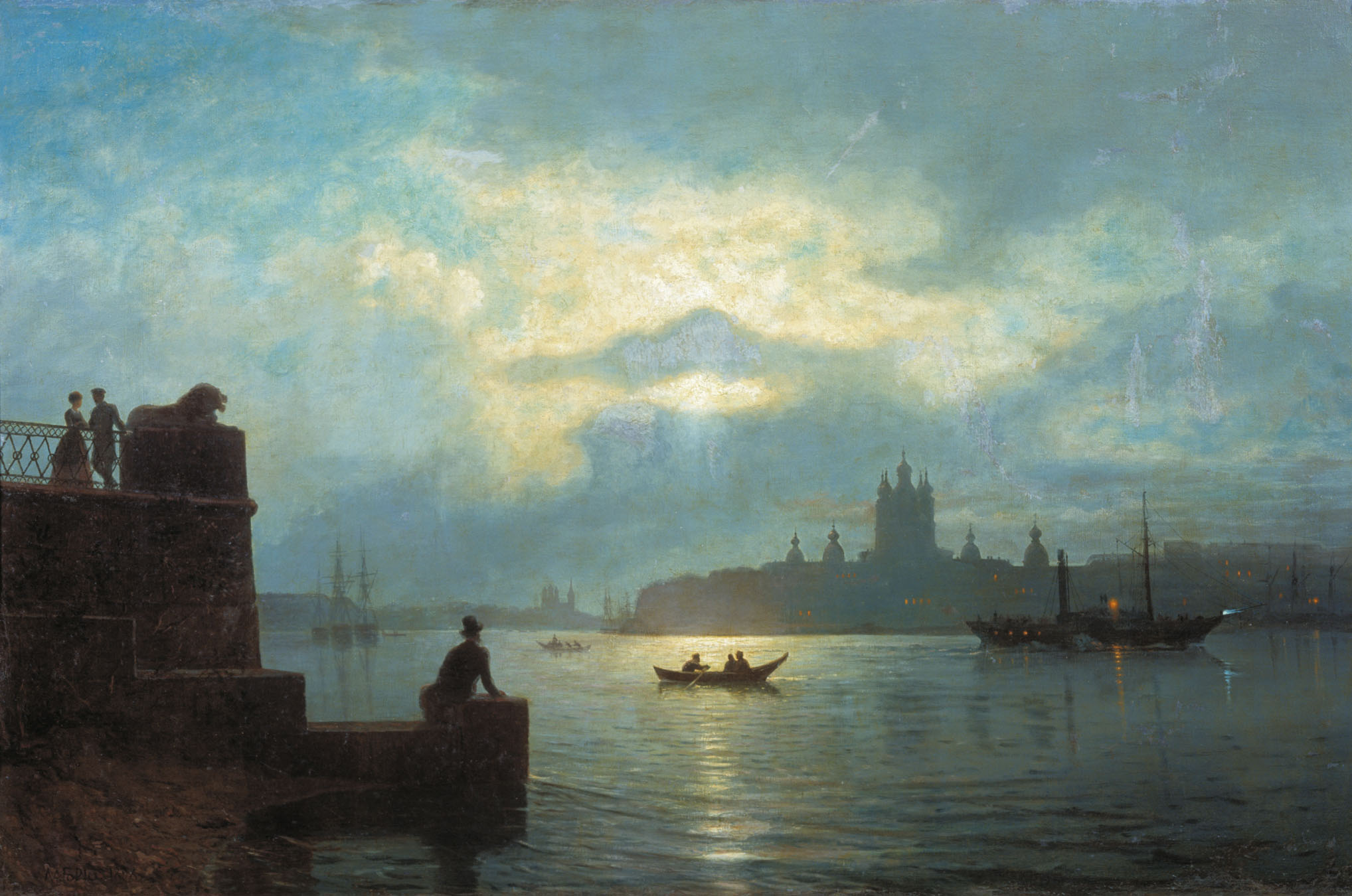
La Lune la nuit sur la Neva, 1898. Galerie d'art du kraï de Primorié Vladivostok Russie